# Kaaimansnoek
De kaaimansnoek of beensnoek (Lepisosteus osseus), is een primitieve beenvis uit de familie Lepisosteidae.

## Kenmerken
Lepisosteus osseus is te herkennen aan zijn lange bek waarmee hij vissen vangt vanuit een hinderlaag tussen de waterplanten. Zijn langgerekte lichaam is bedekt met grote, ruitvormige ganoïde schubben. De rug- en aarsvin zijn ver naar achteren geplaatst. Op de kop bevinden zich beenplaten. De langgerekte kaken zijn voorzien van een groot aantal scherpe tanden. Hij kan een lengte bereiken van 2 meter en een gewicht tot 15 kg.

## Leefwijze
Deze vissen hangen meestal bewegingsloos in het water. Komt er een nietsvermoedende prooi binnen bereik, dan slaan ze genadeloos toe en klemmen de prooi soms minutenlang tussen de kaken. Ze zijn niet geliefd bij vissers, omdat ze veel schade kunnen aanrichten aan de netten.

## Verspreiding
De beensnoek komt voor in de zoetwaterrivieren van Canada tot Panama.